# Mykola Baranov
Mykola Mykolajovytj Baranov (ukrainska: Микола Миколайович Баранов, ryska: Николай Николаевич Баранов: Nikolaj Nikolajevitj Baranov), född 2 april 1958 i Krementjug i Ukrainska SSR i Sovjetunionen (nu Krementjuk i Ukraina), är en ukrainsk före detta kanotist som tävlade för Sovjetunionen.
Han tog bland annat VM-guld i K-4 10000 meter i samband med sprintvärldsmästerskapen i kanotsport 1981 i Nottingham.